# Pegognaga
Pegognaga é uma comuna italiana da região da Lombardia, província de Mântua, com cerca de 6.616 habitantes. Estende-se por uma área de 46 km², tendo uma densidade populacional de 144 hab/km². Faz fronteira com Gonzaga, Moglia, Motteggiana, San Benedetto Po, Suzzara.

## Demografia
| Variação demográfica do município entre 1861 e 2011                               |
|                                                                                   |
| Fonte: Istituto Nazionale di Statistica (ISTAT) - Elaboração gráfica da Wikipedia |